# Jasna Melvinger
Jasna Melvinger (Petrovaradin, 26. svibnja 1940.) hrvatska je književnica, jezikoslovka, i sveučilišna profesorica. 

## Životopis
Doktorirala je filološke znanosti na Zagrebačkom sveučilištu, rodom je iz Vojvodine, iz Novog Sada. Piše pjesme, eseje i romane na hrvatskom jeziku, ali i na srpskom jeziku.
U svojoj je struci radila na Filozofskom fakultetu u Novom Sadu do 1971., kada je odande uklonjena, a zatim također u Novom Sadu, u kulturnoj djelatnosti. Jezikoslovlju se vraća 1976. prvo na Pedagoškoj akademiji, a zatim na Pedagoškom fakultetu u Osijeku, gdje je predavala u zvanju izvanredne, a potom redovne profesorice. Od 1964. tiska znanstvene radove iz područja lingvističke stilistike i poetike, te iz područja gramatike i leksikologije. Objavila je više udžbenika za srednje škole i nastavu na fakultetu. 

## Književni rad
Kako navodi Milovan Miković: «Pjesništvo J. Melvinger nadasve je lirski intonirano, sklona je elegičnosti i introspekciji, a stihovi su joj profinjeno-sofisticirane intertekstualne tvorevine u koje, ponirući prema petrovaradinsko-srijemskoj jezičnoj zbilji – iz nje je izrasla – interpolira prošlo i sadašnje vrijeme, uspostavljajući pokidane niti između nepotrošene poetike srijemskohrvatskoga govornoga idioma i standardnoga hrvatskoga jezika. Stoga je, primjerice, Vaga s anđelima sretan susret pjesničkog i djela jezikoznalca, što će s knjigom pjesama Ta renesansa, ne još kao posljednja šansa, vjerojatno za dugo još, biti nenadmašiv primjer suvremene hrvatske stihostilistike. U njima nam daruje svoje ispitivačke, versifikacijske i artificijelne ritmometričke tvorbe, koje sa svakim novim čitanjem nude i otkrivaju, u ničim sputanoj igri, s pomjerenim i neočekivanim račvanjem, višesmjerne i mnogoznačne pjesničke slike svijeta. U Dunavskoj klepsidri, pak, rijeka zadobiva značaj neprikosnovene odrednice zavičajne ljubavi, a život u njezinu ozračju promatran iz davnašnjih i današnjih zbivanja melankolični i blagohumorni lirski fluid. Stihovi J. Melvinger ovjekovječuje drevnost, tišinu i spokoj petrovaradinskih ulica, objelodanjujući njeno neponištivo osjećanje svijeta Zastupljena je u više antologija i izbora, a pjesme su joj prevođene na albanski, engleski, francuski, mađarski, rumunjski, rusinski, slovački, slovenski, talijanski i turski. Za svoje je radove nagrađivana konkursnom nagradom Društva književnika Vojvodine, Oktobarskom nagradom Novog Sada, Poveljom DHK Visoka žuta žita, nagradom Goranovo proljeće i drugim visokim priznanjima. Živi i radi u Petrovaradinu».
Pišući o pjesništvu Jasne Melvinger Mile Stojić, među ostalim navodi: «U svome već polustoljetnom književnom životu, Jasna Melvinger objavila je cijelo jedno brdo knjiga. Prominentna književna znanstvenica, jezikoslovka, Literaturwissenschaftlerin, teoretičarka moderne, profesorica na sveučilišnim katedrama u Novom Sadu i Osijeku, najmanje je, izgleda, pisala pjesme – tiskala je jedanaest pjesničkih knjiga u razdoblju od 1958. godine do danas. Vjerujući da je poezija čisti ekstrakt jezika, što se drži u malim kristalnim posudama, ova je autorica ostvarila djelo upečatljivoga lirizma i refleksije, djelo kakvom nema slična u modernome hrvatskom pjesništvu. Skrasivši se u vlastitim tihim oazama, u školjkama intime, koje bruje nekom davnom i samo istančanom uhu dostupnom muzikom, Jasna Melvinger veličanstveno konstituira onu bachelardovsku poetiku prostora, u kome dozrijevaju noći, dozrijeva očaj».

Jasna Melvinger je svojim djelima zastupljena u antologiji hrvatskog pjesništva Skupljena baština, Zagreb, 1993., što ju je priredio prof. dr. sc. Stijepo Mijović Kočan, nadalje u antologiji Roman u književnosti Hrvata u Vojvodini, priredio ju je Milovan Miković, Osijek, 2008., te u antologiji poezije nacionalnih manjina u Srbiji Trajnik, Smederevo, 2009. prireditelj Risto Vasilevski.
Prinos njezina «pisma» u prozi djelima vojvođanskih Hrvata, uz romane koje su napisale Mara Švel-Gamiršek, Mara Đorđević Malagurski i Marica Vujković., razmatra u tekstu «Mi više ne postojimo?» književnik Milovan Miković, raščlanjujući roman «Bezdan» (2006.) Željke Zelić.
Članica je Društva hrvatskih književnika i Društva književnika Vojvodine. Dobila je prvu nagradu Ilija Okrugić Srijemac za priređivanje, obradu i objelodanjivanje četiri djela Ilije Okrugića Srijemca ("Lirika", "Tri povijesne drame, Miroslava ili borba ljubavi pri opsadi otoka Kandije", "Šaljive poeme" i "Hunjkava komedija").

## Djela
- romani
- Pet sestara - 1972.

- zbirke pjesama
- Vodeni cvet - 1958.
- Sve što diše - 1963.
- Tako umiru starice - 1967.
- Svet i svetlost - 1971.
- Visoke strane ležaja - 1979.
- Avans za danas - 1985.
- Ljubavni soneti - 1989.
- Ta renesansa, ne još kao posljednja šansa - 2002.
- Vozelnica, izabrane i nove pjesme - 2004.
- Vaga s anđelima - 2005.
- Dunavska klepsidra - 2006. (za kojeg je dobila Goranov vijenac)

- književni ogledi i rasprave
- Moderna i njena mimikrija u postmoderni - 2003.

- priredila i predgovorila
- Ilija Okrugić Srijemac, Glasinke, 2007.
- Ilija Okrugić Srijemac, Tri povijesne drame, 2007.
- Ilija Okrugić Srijemac, Šaljive poeme, 2010.
- Ilija Okrugić Srijemac, Hunjkava komedija, 2011.

## Jezikoslovni rad
Pisala je radove iz stilistike, leksikologije i gramatike hrvatskog jezika.

## Nagrade i priznanja
- 1972.: Oktobarska nagrada grada Novog Sada
- 1973.: nagrada na natječaju Društva književnika Vojvodine
- 6. lipnja 2006. u Drenovcima uručena joj je povelja Visoka žuta žita na 17. Pjesničkim susretima za trajni doprinos hrvatskoj književnosti.
- 5. veljače 2008. je dobila nagradu Goranov vijenac.
- 2009.: Red Danice hrvatske za osobite zasluge u očuvanju kulture hrvatskog naroda u Republici Srbiji[4]
- 2010.: Nagrada Ilija Okrugić Srijemac

## Vanjske poveznice
- Dobitnica Goranova vijenca 2008.  Arhivirana inačica izvorne stranice od 26. veljače 2009. (Wayback Machine)
- Hrvatska riječ Roman u književnosti vojvođanskih Hrvata, 13. veljače 2009.
- Vjesnik U Hrvatskoj mi je objavljena samo jedna knjiga, 13. ožujka 2008. (intervju, slike)